# Хастелой
Хастело́й (англ. Hastelloy) — загальна назва групи корозійностійких нікелевих сплавів, які у залежності від призначення містять 15…30% Mo, 13…16% Cr, 4…22% Fe, до 0,1…0,15% C, решта — Ni; іноді з добавками W, Si, Co, Cu, V та ін. елементів; мають високу стійкість у кислотах; застосовуються, в основному, для виготовлення хімічної апаратури, а також як жароміцні сплави.

## Властивості
Легування сплавів Nb і V зменшує схильність цих сплавів до міжкристалітної корозії.Cr і W підвищують жаростійкість. Оптимальне поєднання корозійної стійкості і механічних характеристик досягається після гартування сплавів з 1150…1175 °С у воді або на повітрі.
Хастелої задовільно піддаються обробці тиском, різанням і добре зварюються. Випускаються у вигляді листів, прутків, дроту, виливок.

## Марки сплавів
Марки сплавів за ГОСТ: Н70МФ, ХН65МВ, ХН60Ю та ін.
Основні марки сплавів «Hastelloy»: Hastelloy A, Hastelloy B, Hastelloy B2, Hastelloy B3, Hastelloy C, Hastelloy C4, Hastelloy C276, Hastelloy G, Hastelloy G2, Hastelloy N, Hastelloy S, Hastelloy W, Hastelloy X.

## Використання
Основною функцією хастелоїв є ефективна робота при високих температурах і тисках в умовах контакту з їдкими речовинами (HCl, H2SO4), де звичайні або дешевші сплави належним чином не працюють, наприклад, в корпусах хімічних реакторів та трубах і клапанах, що застосовуються в хімічній промисловості. Часто застосовується такий спосіб захисту поверхні за допомогою хастелою як газотермічне напилення.